# 8 Hours of Bahrain
8 Hours of Bahrain – długodystansowy wyścig samochodowy organizowany na torze Bahrain International Circuit na pustyni As-Sachir w Bahrajnie. Do 2017 roku wyścig miał długość sześciu godzin i nazywał się 6 Hours of Bahrain. Sponsorem tytularnym wyścigu jest Bapco Energies.

## Historia
Wyścig 6 Hours of Bahrain znalazł się w kalendarzu inauguracyjnego sezonu FIA World Endurance Championship jako jego siódma runda. Dodanie tego wyścigu do kalendarza było zaskoczeniem z racji niepokojów politycznych w Bahrajnie, z powodu których odwołane zostało Grand Prix Bahrajnu Formuły 1 w roku 2011. W wyniku zmian kalendarzowych ostatecznie ten wyścig odbył się jako szósta runda sezonu FIA WEC.
Wyścig powrócił do kalendarza FIA WEC w sezonie 2013 jako runda kończąca sezon. Runda w Bahrajnie miała wieńczyć również sezon 2014 FIA WEC, jednak w wyniku zmian w kalendarzu została jego przedostatnią eliminacją. Wyścig 6 Hours of Bahrain był finałem sezonów 2015, 2016 oraz 2017. Wyścig nie znalazł się w kalendarzu FIA WEC na sezon 2018/2019.
Runda w Bahrajnie powróciła do kalendarza FIA WEC w sezonie 2019/2020 z wyścigiem o długości ośmiu godzin pod nazwą 8 Hours of Bahrain. Z powodu pandemii COVID-19 dokonano zmian w kalendarzu, w wyniku których zorganizowano drugi wyścig 8 Hours of Bahrain, który zakończył sezon 2019/2020.
8 Hours of Bahrain znalazł się w kalendarzu FIA WEC na 2021. Z powodu pandemii koronawirusa runda na torze Fuji została odwołana i postanowiono zorganizować w Bahrajnie dwa wyścigi kończące sezon – 6 Hours of Bahrain (30 października) i 8 Hours of Bahrain (6 listopada).
Ośmiogodzinna runda w Bahrajnie wieńczyła też sezon 2022 FIA WEC. W czerwcu 2022 roku ogłoszono przedłużenie kontraktu FIA WEC z torem do roku 2027.
Wyścig 8 Hours of Bahrain znalazał się w kalendarzach na sezony 2023 oraz 2024.
Od 2015 roku sponsorem tytularnym wyścigu jest firma Bahrain Petroleum Company (Bapco/Bapco Energies).

## Zwycięzcy wyścigu
| Rok  | Zwycięzcy                                          | Zespół                | Samochód                | Czas        | Okrążenia | Dystans     | Seria                            | Źródło |
| ---- | -------------------------------------------------- | --------------------- | ----------------------- | ----------- | --------- | ----------- | -------------------------------- | ------ |
| 2012 | Marcel Fässler André Lotterer Benoît Tréluyer      | Audi Sport Team Joest | Audi R18 e-tron quattro | 6:00:56,244 | 191       | 1033,692 km | FIA World Endurance Championship | [ 26 ] |
| 2013 | Sébastien Buemi Anthony Davidson Stéphane Sarrazin | Toyota Racing         | Toyota TS030 Hybrid     | 6:01:15,303 | 199       | 1076,988 km | FIA World Endurance Championship | [ 27 ] |
| 2014 | Mike Conway Stéphane Sarrazin Alexander Wurz       | Toyota Racing         | Toyota TS040 Hybrid     | 6:00:18,056 | 195       | 1055,34 km  | FIA World Endurance Championship | [ 28 ] |
| 2015 | Romain Dumas Neel Jani Marc Lieb                   | Porsche Team          | Porsche 919 Hybrid      | 6:00:52,843 | 199       | 1076,988 km | FIA World Endurance Championship | [ 29 ] |
| 2016 | Loïc Duval Lucas Di Grassi Oliver Jarvis           | Audi Sport Team Joest | Audi R18 e-tron quattro | 6:00:12,387 | 201       | 1087,812 km | FIA World Endurance Championship | [ 30 ] |
| 2017 | Sébastien Buemi Anthony Davidson Kazuki Nakajima   | Toyota Gazoo Racing   | Toyota TS050 Hybrid     | 6:01:26,294 | 199       | 1076,988 km | FIA World Endurance Championship | [ 31 ] |
| 2019 | Mike Conway Kamui Kobayashi José María López       | Toyota Gazoo Racing   | Toyota TS050 Hybrid     | 8:01:23.599 | 257       | 1390,884 km | FIA World Endurance Championship | [ 32 ] |
| 2020 | Mike Conway Kamui Kobayashi José María López       | Toyota Gazoo Racing   | Toyota TS050 Hybrid     | 8:00:13,867 | 263       | 1423,356 km | FIA World Endurance Championship | [ 33 ] |
| 2021 | Mike Conway Kamui Kobayashi José María López       | Toyota Gazoo Racing   | Toyota GR010 Hybrid     | 6:00:33.356 | 185       | 1001,22 km  | FIA World Endurance Championship | [ 34 ] |
| 2021 | Sébastien Buemi Brendon Hartley Kazuki Nakajima    | Toyota Gazoo Racing   | Toyota GR010 Hybrid     | 8:01:25,441 | 247       | 1336,764 km | FIA World Endurance Championship | [ 35 ] |
| 2022 | Mike Conway Kamui Kobayashi José María López       | Toyota Gazoo Racing   | Toyota GR010 Hybrid     | 8:00:40,920 | 245       | 1325,94 km  | FIA World Endurance Championship | [ 36 ] |
| 2023 | Sébastien Buemi Brendon Hartley Ryō Hirakawa       | Toyota Gazoo Racing   | Toyota GR010 Hybrid     | 8:01:25,308 | 249       | 1347,588 km | FIA World Endurance Championship | [ 37 ] |
| 2024 | Sébastien Buemi Brendon Hartley Ryō Hirakawa       | Toyota Gazoo Racing   | Toyota GR010 Hybrid     | 8:01:25,839 | 235       | 1271,56 km  | FIA World Endurance Championship | [ 38 ] |